# Atropha quadriannulata
Atropha quadriannulata là một loài tò vò trong họ Ichneumonidae.